# Поян
Поя́н (кит. упр. 鄱阳, пиньинь Póyáng) — уезд городского округа Шанжао провинции Цзянси (КНР).

## История
Ещё во времена империи Цинь в 221 году до н. э. был создан уезд Поян (番阳县). Во времена империи Хань иероглиф 番 в названии уезда был заменён на 鄱; тогда же был образован Поянский округ (鄱阳郡), власти которого разместились в уезде Поян. Во времена империи Тан Поянский округ был преобразован в Жаочжоускую область (饶州), власти которой также размещались в уезде Поян. После монгольского завоевания и образования империи Юань Жаочжоуская область была преобразована в Жаочжоуский регион (饶州路). После свержения власти монголов и образования империи Мин «регионы» были переименованы в «управы» — так появилась Жаочжоуская управа (饶州府), власти которой по-прежнему размещались в уезде Поян. После Синьхайской революции в Китае была проведена реформа структуры административного деления, в ходе которой управы были упразднены, и поэтому в 1912 году Жаочжоуская управа была расформирована.
После образования КНР в 1949 году был создан Специальный район Лэпин (乐平专区), и уезд вошёл в его состав. В 1950 году Специальный район Лэпин был переименован в Специальный район Фулян (浮梁专区). 8 октября 1952 года Специальный район Шанжао (上饶专区) и Специальный район Фулян были объединены в Специальный район Интань (鹰潭专区). 6 декабря 1952 года власти специального района переехали из Интаня в Шанжао, и Специальный район Интань был переименован в Специальный район Шанжао.
В мае 1957 года написание названия уезда было изменено на 波阳县.
В 1970 году Специальный район Шанжао был переименован в Округ Шанжао (上饶地区).
Постановлением Госсовета КНР от 23 июня 2000 года округ Шанжао был преобразован в городской округ.
17 декабря 2003 года написание названия уезда было возвращено к 鄱阳县.

## Административное деление
Уезд делится на 14 посёлков и 15 волостей.